# 瀕死呼吸
濒死呼吸或濒死喘息（英語：Agonal respiration）是一种异常呼吸和腦幹反射，其特点是病人呼吸困难且伴有奇怪的发声和肌阵挛:164, 166。出現瀕死呼吸的原因可能是脑缺血以及极度缺氧（人體组织供氧不足） 。濒死呼吸是一种非常嚴重的医学症状，病人需要立即就医，因为瀕死呼吸通常会发展成完全的呼吸中止并可能最終死亡。濒死呼吸的持续时间可以短到两次正常的呼吸間隔，也可以持续几个小时。
濒死呼吸常见于心源性休克或心搏停止的病人，濒死呼吸可能在停止心跳后持续数分钟。对于心脏骤停的无反应、无脉搏的病人，濒死呼吸不是有效的呼吸。在医院外心脏骤停的患者中，有40%出现過濒死呼吸。